# Carlinhos (calciatore 1994)
Carlos Vinícius Santos de Jesús, noto semplicemente come Carlinhos (Camacan, 22 giugno 1994), è un calciatore brasiliano, centrocampista del Qatar SC in prestito dal Portimonense.

## Carriera
Nella stagione 2012-2013 ha giocato 3 partite in Europa League con il Bayer Leverkusen.

## Palmarès

### Competizioni nazionali
- Coppa del Belgio: 1

Standard Liegi: 2017-2018